# 조립률
조립률(FM, fineness modulus)이란 건설재료학에서 잔골재의 입도분포를 나타내는 지표로 사용되는 값이다. 포틀랜드 시멘트 콘크리트 배합설계에 사용한다. 0.15mm, 0.3mm, 0.6mm, 1.18mm, 2.36mm, 4.75mm, 9.5mm, 19.0mm, 37.5mm, 75mm, 150mm 체 누적 잔류 중량 백분율의 합을 100으로 나누면 조립률이다. 잔골재의 조립률은 2.0 - 3.3 범위에 있어야 한다.

## 예시
| 체 크기(mm) | 잔류 중량 백분율 | 누적 잔류중량 백분율 |
| ----------- | ---------------- | -------------------- |
| 9.5         |                  | 0                    |
| 4.75        | 2                | 2                    |
| 2.36        | 13               | 15                   |
| 1.18        | 25               | 40                   |
| 0.60        | 15               | 55                   |
| 0.30        | 22               | 77                   |
| 0.15        | 20               | 97                   |
| 팬          | 3                | 100                  |
| 합계        | 100              | 286                  |

조립률의 정의에 따라 9.5mm 체, 팬의 누적 잔류중량 백분율은 제외하고 나머지를 더해서 100으로 나누면 {\displaystyle {\frac {2+15+40+55+77+97}{100}}={\frac {286}{100}}=2.86}

## 참고 문헌
- Michael S. Mamlouk; John P. Zaniewski (2016). 《실험과 함께하는 건설재료학》. 동화기술. 216쪽. ISBN 9788942590896.

## 같이 보기
- 입도분포 곡선
- 골재